# Bellièvre
Die Bellièvre waren eine Lyoner Familie, deren Vertreter es bis zum Erzbischof von Lyon, zum Kanzler von Frankreich und Ersten Präsidenten des Parlements von Paris brachten.
Die wichtigsten Angehörigen der Familie sind:
- Huguenin de Bellièvre († 1480), von 1463 bis 1479 acht Mal Schöffe in Lyon
- Barthélemy I. de Bellièvre (* um 1417, † 1483), dessen Sohn, Apostolischer Notar, Prokurator des Erzbistums Lyon
- Barthélemy II. de Bellièvre, dessen Sohn, Sekretär von François II. de Tournon, Kardinal und Erzbischof von Lyon
- Claude de Bellièvre, Seigneur de Hautefort (* 1487, † 1557), dessen Sohn, Conseiller und Schöffe in Lyon, 1541–1554 Premier Président au Parlement du Dauphiné à Grenoble
- Pomponne de Bellièvre, Seigneur de Grignon (* 1529, † 1607), dessen Sohn, Kanzler von Frankreich
- Ncolas de Bellièvre, Seigneur de Grignon (* 1583, † 1650), dessen Sohn, Conseiller d'État
- Albert de Bellièvre († 1621), dessen Bruder, 1599–1604 Erzbischof von Lyon
- Claude de Bellièvre († 1612), dessen Bruder, 1604–1612 Erzbischof von Lyon
- Pomponne II. de Bellièvre (* 1606, † 1657), Sohn von Nicolas de Bellièvre, Erster Präsident des Parlements von Paris, Marquis de Grignon
- Pierre de Bellièvre (* 1611, † 1683), dessen Bruder, ultimus familiae